# أندريس ميندوزا

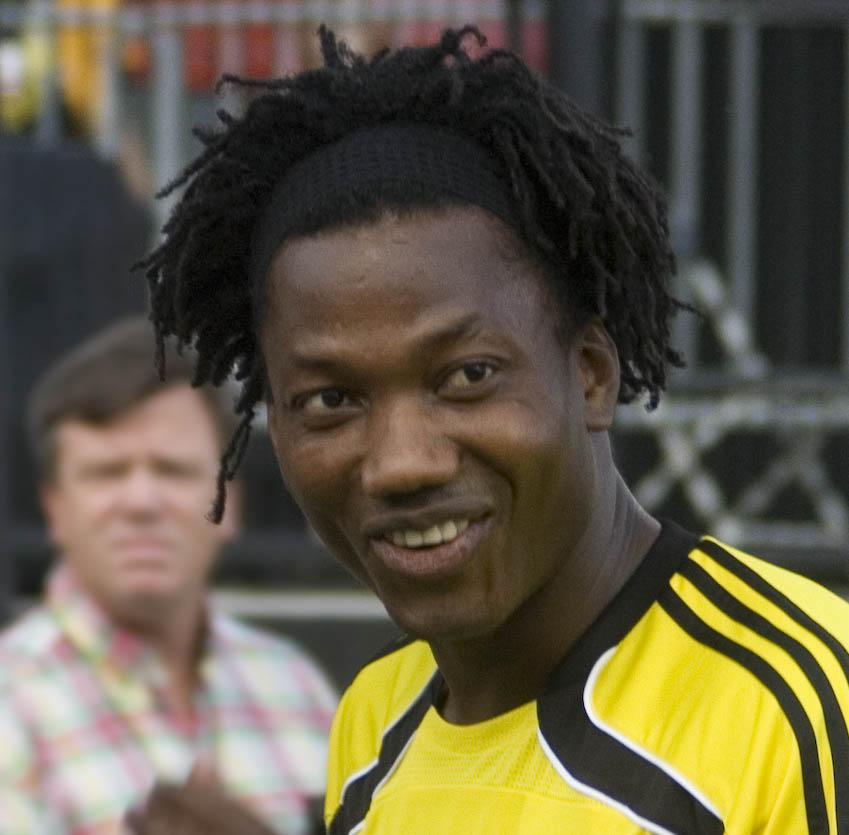
أندريس ميندوزا

أندريس أوغوستو ميندوزا أزيفيدو (بالإسبانية: Andrés Mendoza)، من مواليد 26 أبريل 1978 في تشينتشا ألتا في البيرو، لاعب كرة قدم بيروفي.
بدأ مسيرته الكروية مع نادي سبورتنغ كريستال في عام 1996، ولعب معهم حتى عام 1999، وشارك معهم في 67 مباراة وسجل 20 هدف، وفي عام 2000 انتقل إلى نادي كلوب بروج البلجيكي، ولعب معهم حتى عام 2004، وشارك معهم في 129 مباراة وسجل 64 هدف، وفي عام 2004 انتقل إلى نادي ميتالوره دونيتسك الأوكراني، ولعب معهم حتى عام 2007، وشارك معهم في 42 مباراة وسجل 22 هدف، وفي عام 2005 أعير إلى نادي مارسيليا الفرنسي، ولعب معهم 11 مباراة وسجل هدفين، وفي عام 2006 أعير إلى نادي دينامو موسكو الروسي، ولعب معهم 3 مباريات وسجل هدفين، ومنذ عام 2008 وهو يلعب مع نادي ستيوا بوخاريست الروماني.
بدأ مسيرته مع منتخب البيرو لكرة القدم في عام 1999.

## روابط خارجية
- أندريس ميندوزا على موقع اتحاد تركيا (لاعب) (الإنجليزية)
- أندريس ميندوزا على موقع اتحاد أوكرانيا (الإنجليزية)
- أندريس ميندوزا على موقع رابطة كرة القدم الفرنسية للمحترفين (الإنجليزية)
- أندريس ميندوزا على موقع الدوري الأمريكي (الإنجليزية)
- أندريس ميندوزا على موقع قاعدة بيانات كرة القدم.إي يو (الإنجليزية)
- أندريس ميندوزا على موقع ناشيونال فوتبول تيمز (الإنجليزية)
- أندريس ميندوزا على موقع Soccerway.com (الإنجليزية)
- أندريس ميندوزا على موقع عالم كرة القدم.نت (الإنجليزية)
- أندريس ميندوزا على موقع كووورة